# جاك ديفيس (سياسي)
جاك ديفيس هو اقتصادي ومهندس وسياسي كندي، ولد في 31 يوليو 1916 في كاملوبس في كندا، وتوفي في 27 مارس 1991. حزبياً، نشط في الحزب الليبرالي الكندي وBritish Columbia Social Credit Party ‏. وقد انتخب عضو مجلس العموم الكندي.